# Лёвенвольде, Фридрих Казимир
Граф Фридрих Казимир фон Лёвенвольде (1692—1769) — государственный и военный деятель из остзейского рода Лёвенвольде, русский посол в Речи Посполитой, генерал от кавалерии имперской службы.
Сын тайного советника, гофмейстера Герхарда Иоганна Лёвенвольде (ум. 1721); брат Карла Густава Лёвенвольде и Рейнгольда Густава Лёвенвольде. Высочайшим указом от 24.10.1726 вместе с братьями возведён с нисходящим потомством в графское Российской Империи достоинство.
Посол в Польше (1731—1733), представитель России на сейме в Гродно (1731—1733). В 1734, по окончании миссии в Польше, отправился в Вену, будучи уполномочен склонить императора действовать совместно с Россией в предстоявшей войне с Османской империей. Согласно просьбе был отпущен из российской службы в австрийскую 21.11.1733 и больше не вернулся в Россию.
В Австрии поступил на службу в армию в чине генерал-майора. Был возведён 25.11.1738 в графское Священной Римской империи достоинство и дослужился до чина генерала от кавалерии (1754). Член Имперского Военного совета и президент Judicium delegatum militare mixtum в Темешваре (Венгрия).